# Pterospoda opuscularia
Pterospoda opuscularia là một loài bướm đêm trong họ Geometridae.